# Somogyhatvan
Somogyhatvan è un comune dell'Ungheria di 385 abitanti (dati 2008) situato nella contea di Baranya, regione Transdanubio Meridionale